# Белинташ
Белинташ (Беланташ, среща се и като Белънташ, а като малко по-остаряла форма и „Бели таши“) е скала с форма на малко плато в Родопите, носеща следи от човешка дейност. Предполага се, че това е култов обект, датиращ от енеолита, който е бил използван за ритуални нужди от населяващите района племена, като самата му същност и предназначение все още не са напълно изяснени. Съществуват и хипотетични предположения, че в по-късните епохи, когато траките населяват този район на планината, съществуващото древно светилище е било посветено на бог Сабазий. На горната площадка на скалата са издълбани кръгли отвори, улеи, ниши и стъпала, които според някои образуват карта на звездното небе. Дължината на скалната площадка е около 300 m, с надморска височина 1225 m. Намира се на 30 km югоизточно от гр. Асеновград. Това е второто най-голямо скално-изсечено светилище в България (след Перперек), разположено на площ от ок. 5 декара, върху издължена (в посока север-юг) скална плоскост, със среден наклон на изток от около 18°.
Според един от най-изтъкнатите български специалисти по праистория, проф. Ана Радунчева, енеолитният храмов комплекс до село Долнослав и светилището Белинташ са неразривно свързани. Храмовият комплекс представлява неразделна част от високопланинската система от скални светилища и е най-ниско разположеното нейно звено. Обектът е функционирал като единен комплекс с мащабното скално светилище Белинташ, намиращо се над селата Долнослав и Тополово.
Както скалното светилище Белинташ, така и храмовият комплекс край с. Долнослав попадат в обширна и силно проявена магнитна аномалия. Археоастрономическите изследвания показват, че всички аномални точки в храмовия център се намират вътре в сградите, а на местата им са издигнати олтарите.

## Теории за произход на името
Белинташ означава „Белият камък“ и идва от прилагателното „бял“, което, благодарение на тройното членуване в родопския диалект, се произнася „белиън, белън“ и турцизмът „таш“ (камък).
Според тълкуванието на краеведа Никола Боев (която не се споделя от българските археолози и историци), топонимът Белинташ може да се преведе като „камъкът на войната“. Боев свързва името със свещената война за главното светилище на Сабазий/Дионис в Родопите, водена от владетеля жрец на тракийското племе беси – Вологез.
Според народни предания мястото носи името на сподвижник на Караджа войвода, носил името Бельо (Белю) войвода.
Проф.Ана Радунчева отбелязва в изследванията си, че белият магнезит, с който е била обмазана енеолитната могилата до с. Долнослав, е добиван от района на светилището Белинташ и че в тази част на Тракийската низина още през епохата на Халколита в началото на месец май се наблюдава уникалното природно явление „бели нощи“. Тогава цялата хълмиста равнина е обгърната от искрящо бяло сияние, а високо над него на мастилено-синия фон на нощното небе се откроява ясно „лежаща мъжка фигура“, която напомня платото-олтар, гледано от низината, което според проф. Радунчева има връзка с наименованието на свещеното място.
Средновековната легенда посветена на мястото, разказва за българска мома, която, за да спаси честта си, като я гонели турците, се хвърля от високите скали. На един остър зъбер се закачила дългата ѝ бяла риза, сякаш скалата е искала да я спаси. Но платното се скъсало и девойката полетяла надолу. Дълго след това на високите камъни се веели късове от белите дрехи. Хората кръстили мястото Бела Снáга (изговарят го с ударение на първото „а“) Турците си го превели „белинташ“ – „белин“ (снага, тяло) и „таш“ (камък)

## Описание и особености
Светилището Белинташ е разположено високо в планината над селата Мостово, Тополово и Долнослав. Смятано е за второто по големина на територията на България (след Перперек) и има визуална и функционална връзка с енеолитния храмов комплекс край с. Долнослав. От хълмистата част на Тракийската низина го отделят последните високи планински хребети на Родопите, които според проф. Ана Радунчева са естествено комбинирани така, че образуват легнала по гръб мъжка фигура със скръстени на талията ръце и фалос, сочещ небето. Самото светилище е разположено на просторно каменно плато с формата на фуния, чиято най-ниска част завършва в тясно каменно дере. Върху най-високата част на платото е разположено своеобразното плато-олтар. То е дълго около 300 m, а скалите в основата му, гледани от север и при подходящо положение на слънцето, са оформени като исполинска фигура на легнал по корем лъв. Тази централна част на светилището се намира в средата на обширен кръг от по-високи планински масиви, характеризиращи се с две особености – че от всяка точка на външния кръг добре се вижда платото олтар и биха могли да се наблюдават всички церемонии, които са се извършвали на него и че именно най-високите хребети от този външен кръг се комбинират естествено така, че образуват още поне три легнали по гръб мъжки тела.
Така изключително необичайната природна даденост е била основателна предпоставка за избора на мястото, както и фактът, че светилището се намира в обсега на много мощна магнитна аномалия. Границите на обекта на северозапад стигат до Кръстова гора, а на югоизток до Каракулас. Доминиращите над светилището са върховете и плата Драганица, Караджов камък, Ин кая и Шилнест камък – на всичките тези места е открита късноенеолитна керамика.
Пътят към централната част на светилището преминава покрай огромни скално-изсечени или дооформени от човешка ръка антропоморфни и зооморфни скали и изсичания в скалните масиви на платото. На самото плато се наблюдават и разнообразни геометрични очертания. На самото плато-олтар са издълбани два скални басейни (назовавани често щерни), които не пресъхват и в най-горещите дни от годината. Около тях също така се наблюдават оформени в леглото на скалата своеобразни каменни седалки. Предполагаемата връзка с енеолитния култов комплекс край с. Долнослав определя Белинташ като светилище на 7000 години, което го прави едно от най-старите на територията на Европа.
Белинташ е плосък връх, разположен в пирокластичен поток. Масивът служи като място за почивка на едри грабливи птици и други редки защитени видове – червенокръстна лястовица, червеношипа ветрушка, алпийски бързолет и др.

## Датиране
На този етап от археологическите проучвания на обекта учените са склонни да смятат, че платото е започнало да се използва за култови дейности от древното население на Родопите още през 5-о хил. пр. Хр. Хипотезата им се подкрепя от откритите вертикални изсичания в скалите, които са датирани към каменно-медната епоха. Според археолога д-р Борислав Бориславов и екипа му, може да се твърди, че светилището Белинташ е по-старо от Перперек.
Според проф. Ана Радунчева няма съмнение, че платото-олтар датира от енеолитната епоха, защото в една от скалните пукнатини на Белинташ е открита глинена енеолитна антропоморфна статуетка, а големи количества късноенеолитна керамика се откриват по цялата централна част на светилището, и особено под отвесните скали на платото и пещерите под него.

## Археологически проучвания
Първите археологически проучвания на Белинташ се провеждат Исторически музей Асеновград от българските археолози Росица Морева-Арабова и Георги Велев през 1975 г.
Белинташ е проучван през 1980-те години от екип археоастрономи, които благодарение на своите публикации го правят популярен в българската археологическа наука. Според археоастрономите платото представлява голямо древно тракийско скално светилище (древна слънчева обсерватория), предназначено за целите на конкретни земеделски и религиозни дейности.
Според Ал. Стоев, от една от скалните площадки, наречена „наблюдателна“, посредством изкуствен и естествен визир, са фиксирани две значими посоки, свързани със Слънцето (изгрев при равноденствие и изгрев при лятно слънцестоене). Николай Дерменджиев изразява мнението, че тази хипотеза е силно уязвима. Проблемът според него идва от това, че поради голямата дължина на обекта (ок. 300 m), не може да се идентифицира еднозначно отправната точка (центърът) на тези наблюдения. Дерменджиев отбелязва, че със сигурност на платото-олтар има много повече от една възможни „наблюдателни площадки“, т.е. възможна е появата на един значителен хоризонтален паралакс на реперите на хоризонта, от което следва, че към вече установените посоки следва да се подхожда резервирано.
Според археолозите Ана Радунчева, Бистра Колева и Костадин Кисьов, които са извършили няколко теренни проучвания на платото-олтар, светилището на Белинташ през късната енеолитна епоха е било свързано със селището и храмовия комплекс при с. Долнослав, където са били обществените сгради и храмовете, а на Белинташ над Сини връх жреците обслужвали общоплеменния култ.
През 2003 г. българският археолог Иван Христов организира ограничени сондажи, посредством които се установява наличието основно на материал от желязната епоха
По време на това археологическо проучване екипът от учени е разделен на две групи, които работят по различни задачи. Едната група документира скалните изсичания на платото, съсредоточени на северния и централния дял на платото. Описани са скално-изсечените стъпала от север-североизток, водещи до равната част на върха, където са следите от изсечените квадратни гнезда за греди, които са били основа на малка по размери сграда. На още две места по платото групата документира основи на сгради, както и кръгли отвори за греди, чрез които е била построена дървена конструкция над двете големи щерни, издълбани в скалния масив. Въпросните ями са съответно в северния дял (с диаметър 1,65 m и дълбочина 1,75 m) и в средата на централния масив (с диаметър 12,10 m и дълбочина 2,8 m). Върху цялото скално плато са изсечени повече от 200 кръгли дупки с различен диаметър и дълбочина, които са видимо изкуствено дообработвани.
Втората група работи в северозападното подножие на северния масив, където е регистриран голям иманярски изкоп с дълбочина 1,80 m и дължина 3 m. Целта на групата е да зачисти профила на изкопа и да достигне до неразкопания от иманярите участък. Археолозите намират в изкопа голямо количество керамика. По време на работата си те отнемат внимателно пластовете и достигат до дълбочина 1,80 m до ниво, незасегнато от набезите. При почистването на стерилното ниво при сондажа на дълбочина 2 m археолозите попадат на яма, пълна с черна обгоряла пръст и керамични фрагменти, аналогични на вече откритите по-горе.
При обхождането на скалите на 250 m северно от основния скален масив, върху единичен скален ръб археолозите попадат на изсечен графит (плитко врязан знак в скалите), който се намира в подстъпите на светилището, изсечен на 2 m от основата на скалата. Дължината на графита е 0,45 cm и височина на отделните знаци 0,10 cm. Дълбочината на издълбаването е 0,3 – 0,4 mm в скалата.
При археологическото проучване на Белинташ през 2003 г. са открити основно керамични фрагменти и две метални находки (железен нож и сглобка за греди). От керамичния материал се открояват части от купи, гърнета, кани, паници и съдове с множество отвори (набождания) – може би цедилки.
Прецизната датировка на керамичния материал от първата половина на I хил. пр. Хр. е затруднена от липсата на метални предмети в недокоснатия от иманярите пласт. Въпреки това, въз основа на съпоставка с материали, откривани в източните части на Родопите и Долна Струма (селищна могила Кастанас), археолозите датират преобладаващия керамичен материал в периода VII-VI век пр. Хр.
Редовните археологически разкопки на Белинташ се възобновяват през пролетта на 2010 година от екип на НАИМ, ръководен от българския археолог д-р Борислав Бориславов. Сондажите, извършени от него и екипа му, категорично доказват, че древното светилище датира от 5000 г. пр. Хр. Учените са категорични, че за своето време религиозният комплекс е бил по-значим дори от Перперек през каменно-медната епоха.
Работата по обекта през сезон 2010 на разкопките цели основно да установи през кои периоди от време е използвано светилището. Сред артефактите, открити през този сезон, са: сребърна капачка от неизвестен предмет, връх на бронзова стрела, глинени тежести за стан и за рибарски мрежи, прешлени от вретено и част от древен съд за топене на метал. Предметите със сигурност потвърждават, че светилището датира от каменно-медната епоха, което нарежда обекта сред най-старите култови обиталища на траките. Екипът на Бориславов окончателно потвърждава през 2010 година наличието на фрагменти от огнища олтари, в които са изливани вино, мляко и кръв от жертвоприношения.
Бориславов допуска мястото да е използвано като обсерватория, тъй като за древните траки наблюдението на небесните тела е било от значение за определяне дните за започване на селскостопански дейности. Археологът предполага, че през каменно-медната епоха населението на с. Долнослав е идвало на поклонение в Белинташ, а мястото е играело ролята на централно светилище за много по-голям район – цялата територия на Родопите и дори Горнотракийската низина и населяващите я тракийски племена.
По време на първите разкопки през 2010 година екипът установява, че липсват материали от елинистическата и римската епоха, което кара археолозите да заключат, че може би скалният комплекс Белинташ не е светилището на Дионис, което изследователите все още се търсят из Родопите и което се смята, че е посетил Александър Македонски. (Иманярските легенди разказват, че знаменитият завоевател дарил на светилището златна колесница, която после била скрита в подземна пещера.)
През 2011 археолозите откриват останки от изкуствено изградена стена, която е ограждала напречно платото на Белинташ. Според д-р Бориславов най-вероятно стената е отделяла най-свещената част на светилището от останалата територия. Открито е и мястото на входната врата, която е била много масивна и тежка, за което свидетелстват откритите жлебове за колони и коловози. Екипът проучва скалните срутвания в подножието на олтара, за които може да се твърди, че не са естествени, а са били съзнателно предизвикани при някое от военните нашествия над светилището. Археолозите откриват остатъци от керамични съдове и сечива, бронзово украшение, фрагменти от керамична фигура на женско тяло – бедро и част от торс. Целта на археолозите е да открият предназначението на скалните изсичания, за да могат да се направят научни предположения за предназначението на светилището и изпълняваните на място ритуали. През 2011 г. разкопките, които продължават до 2 септември, се финансират с 40 000 лева от Министерството на културата. Община Асеновград подпомага проучванията с 3000 лева, за да може част от находките да останат в Археологическия музей Асеновград.
През 2013 г. през месец март разкопките са продължени от екипа на д-р Бориславов. След предварителните проучвания археолозите започват разкопки на терен, който е с периметър около километър в радиус от светилището. Сондажите им доказват, че проучваният терен е свързан с култовия обект. В местността „Тарлъците" екипът открива некрополна могила. Каменният насип под нея води до предположението, че там е извършено погребение. Според Бориславов, такъв тип гробни съоръжения в Родопите се появяват през късната бронзова епоха – II век пр. Хр. и продължават през следващия I век пр. Хр. Това е първата могила в района, която се проучва посредством регулярни археологически разкопки.
В края на юли 2014 г. е обявено, че на обекта няма да бъдат провеждани археологически разкопки този сезон поради липса на финансиране. От Историческия музей в Асеновград са депозирали в БАН искане за разрешение за стартиране на нова експедиция. Но според директора на музея Иван Дуков няма никаква обратна информация от институцията.
В края на месец юли 2015 г. археологът д-р Борислав Бориславов обявява резултатите от петия археологическия сезон на Белинташ, ръководени от него. Според Бориславов със сигурност може да се твърди, че от V хил. пр. Хр., до края на бронзовата епоха (II хил. пр. Хр.) и цялото I хил. пр. Хр. светилището е било действащо, но вследствие на някакъв конфликт в края на IV или началото на III век пр. Хр., свещеното място е унищожено насилствено – на платото е имало храм и крепостна стена, разрушени най-вероятно от сражение и погром върху мястото. Предположението се основава на открити скални късове от тях, в позиция, която показва насилствено разрушаване. Бориславов смята, че почти със сигурност може да се твърди, че Белинташ не е прочутото Светилище на Дионис, което е посетено от Александър Македонски, тъй като за него има сигурни писмени сведения от римски автори, докато според археологическите данни Белинташ не е действащо светилище при римското завоевание на Тракия и практически не съществува от няколко века в този период.

## Краеведски изследвания
Българският краевед Никола Боев посвещава голяма част от живота си на проучване на народната памет за Белинташ (по негови думи интересът му към обекта датира от 1955 г.). През септември 2002 г. той и наследниците на Асен Караджов (откривател на оброчната плочка с лика на Сабазий") основават Фондация „Белинташ“, с чиято финансова подкрепа е разширен горският път към платото и са изградени пътеки, парапет за безопасно изкачване и чешма.
През 1981 година Боев и Георги Петренцев попадат на снимка на оброчната плочка, намерена под скалното плато, която е разпространявана между иманяри. Благодарение на сигнала, който двамата подават към МВР и предприетото издирване, находката е издирена и предадена на НАИМ при БАН.
Боев изказва своята теория за наименованието на Белинташ като „камък/скала на войната“ – от корена на латинската дума bellum (война) и турската дума за скала – „таш“. Според краеведа наименованието „Белинташ“ е многозначително и емблематично – той я свързва с известното от античните автори „прорицалище на бесите в Родопа, посветено на Сабазий/Дионис, за което се е водила Свещена война“. (Хипотеза, окончателно оборена от д-р Борислав Бориславов след археологическото проучване през 2015 г.)
Боев е автор на няколко краеведски изследвания, посветени на светилището – „Белинташ – светилището на бесите. Загадката на Родопа“, „Блясъкът на Белинташ“, „Свещеният лес на бесите“ и „Белинташ разкрива хилядолетни тайни“.

## Фотогалерия
- Голямата щерна
- Втората голяма щерна
- Кръгли ритуални издълбавания
- Лицата, издълбани на южната страна на платото-олтар
- Християнски кръст, издълбан на платото
- Стълбище (източна страна на платото)
- Ритуални издълбавания
- Следи от основи на сгради
- Сфинксът от светилище Белинташ през зимата
- „Лице“, оформено в скалата
- Скална стъпка
- Малка щерна
- Улеите, водещи към голямата щерна
- Ритуална ямка
- Скална ямка
- Скални сфинксове
- Скални легла
- Стълбища
- Улей
- Началните стъпала
- Поглед на изток
- Скалният сфинкс отблизо
- „Халката на Ной“

## Спорни открития
Сред скалите под Белинташ е намерена сребърна плочка с изображение на тракийския бог Сабазий, датирана според някои изследователи VI – V век пр. Хр., според други – в Римската епоха, която се съхранява в НАИМ при БАН. Относно автентичността на плочката съществува спор, в който са трудно доказуеми както твърдението, че тя е подхвърлен фалшификат, с цел създаването на легенда за древния ѝ произход, така и това, че находката е изцяло автентична.
Плочката с изображението на Сабазий е открита случайно от Кирил Караджов от махала Курджиева през есента на 1972 г. Находката е била закрепена на една от плочите, паднали от върха на скалното плато в подножието му. Апликацията била занесена в къщата на Кирил Караджов, който умира от бъбречно заболяване много скоро след това в болницата в Асеновград. Семейството приписва вината за трагичното събитие на находката от Белинташ, а историята, приписана на зловещия артефакт, бързо обикаля като слух района. Чувайки разказите за „сребърната тенекийка“, един от колекционерите иманяри от с. Баните (община Смолян), Лазар Стоев, решава да отиде при семейство Караджови и да поиска ценния артефакт. Асен Караджов (синът на Кирил) му предава плочката в желанието бързо да се отърве от нещастието, което находката навлякла на семейството.
През есента на 1981 г. по инициатива на краеведа Никола Боев, службите на МВР започват да издирват находката, като не след дълго предотвратяват изнасянето ѝ от страната през контрабанден канал. Сребърната апликация е предадена в Археологическия институт при БАН, където се пази в Античния фонд, документирана с размери 12,3 х 8,2 cm.
Тезата на българския археолог Иван Христов, е че сребърната плочка трябва да се датира към VI – V век пр. Хр., като основание за това той посочва портретното сходство на лика на Сабазиий със златната маска с изображение на тракийски аристократ, намерена от екипа на покойния д-р Георги Китов в могила Светицата край гр. Шипка (известна и като „Маската на Терес Архив на оригинала от 2014-08-11 в Wayback Machine.“). Според Христов плочката от Беланташ е най-ранното изображение на Сабазий, открито в днешните български земи, и по своите художествени особености е наистина уникална.
Колегата му Борислав Бориславов обаче изказва съмнение по въпроса за автентичността на сребърната плочка с лика на Сабазий, тъй като няма надпис, а само изображение на божеството, което буди съмнение, че става въпрос за фалшификат.
Бориславов, базирайки се на своята работа по светилището, не споделя евентуалното припознаване на Белинташ като „Светилището на Дионис в Родопите/Сабазий“, което от години много от българските археолози са търсили и разпознавали в други обекти.

## Свързаност с други археологически обекти
Близостта на Кръстова гора и фактът, че в околния периметър на веригата от планински била археолозите са картотекирали поне пет древни светилища, някои от които са функционирали едновременно, прави връзката между култовите места повече от косвена или случайна. В непосредствена близост също се намират: скалният феномен-светилище Караджов камък; кромлехът до връх Турската куля и светилищата на връх Хайдут кая и местностите Ин кая, Къз кая и Питвото. Според археолозите Борислав Бориславов и Иван Христов районът може да се разглежда като голям комплекс от култови места и светилища, които в различни периоди са били повече или по-малко активни.
- Връх Караджов камък (1448 m н.в.) е разположен в най-югоизточната част на рида Градище в Родопите. Мястото представлява високо скално плато със стръмни отвесни високи над 100 m скали. Платото заема площ от 4550 m². По цялото плато има десетки ями с естествен произход, но дообработени от човешка ръка. Единственият подход към платото е от югозапад през скален процеп, наречен от местните Боаза (Процеп). Процепът е висок 18 m и в горната му част се забелязват около 10 издълбани стъпки, силно измити от течащите дъждовни води. Проучванията на платото са осъществени през 2004 г. от екип на археолога Иван Христов. Три сондажа са разположени в ниските части, между изпъкнали над околния терен скали. Установено е, че между скалите, върху които са издълбани улеи и ями, ритуално са били полагани огромно количество фрагменти от керамични съдове. Керамиката, намерена на обекта, е датирана от археолозите към втората фаза на ранно-желязната епоха (VIII – VI век пр. Хр.). Христов датира съществуването на светилището основно в два периода – първият в ранно-желязната епоха, а вторият – от края на III век до началото на IV век (благодарение на нумизматичен материал, намерен край обекта).[24]

- Светилището в местността Хайдут кая, разположено западно от махала Ряката (землище на с. Мостово). Върхът представлява скално плато с отвесни скали от всички страни. Платото е наклонено на север и е достъпно благодарение на стар път от североизточната страна. В най-високата южна част на върха са документирани изсечени скални ями и фрагменти от тракийска керамика, които свидетелстват за наличието на култово място сред скалите.[25]

- Светилището в местността Ин кая (Синята скала) е регистрирано при теренно проучване през 2003 г. Обектът се намира на около 4 km източно от с. Врата (по пътя за с. Три могили) и представлява висок около 6 m скален масив, доминиращ в района на Тополовски проход. На върха на скалата са изсечени 4 ями с кръгла форма и диаметър от около 0,30 m, които вероятно са служили за поставяне на дървена конструкция, която затваряла голям естествен отвор в скалата. Местността е осеяна на места с фрагментирана тракийска керамика, но задълбочени археологически проучвания все още не са правени. [26]

- Кромлехът в местността Турската куля е разположен в близост до Тополовския проход. Местоположението му е на югозападната страна на върха Турската Куля, където е изграден кромлехът с диаметър 15 m. За градежа са използвани масивни каменни блокове с правоъгълна форма, побити в земята около ниска скала. Най-добре запазена е западната страна на обекта, където са запазени десет от каменните блокове. Близо до центъра на съоръжението е открита керамика от I век пр. Хр. (Най-близък по форма и разположение е кромлехът при с. Долни Главанак).[27]

Всички гореописани обекти попадат в един обособен микрорайон, чийто култов център вероятно е било светилището Белинташ. Към цялостната поселищна картина в тази част на планината археологът Иван Христов добавя и тракийското селище в м. Чортова махала, няколко единично разположени надгробни могили в околностите на с. Три могили и пещерата Топчика (намираща се в долината на р. Сушица), за която се допуска, че е използвана за култови нужди.

## Белинташ в популярната култура
Една от най-тиражираните иманярски легенди за светилището е, че около Белинташ е погребан чичото на Александър Македонски, който е загинал в похода на знаменития пълководец срещу персите.
Белинташ е фаворизирана тема сред т.нар. български уфолози – според Христо Нанев мястото е наситено със силни енергийни полета, а друг негов колега Марин Найденов твърди, че скалното плато е междинна космическа станция за кацане на НЛО.
В началото на 2002 г. българският печат е пълен със сензационни заглавия и материали, в които се говори за мистериозен череп на извънземно същество, открит край Белинташ. След обстойна репортерска проверка се установява, че става въпрос за череп на говедо, но с липсваща лицева част и долна челюст.
Съществува и легенда, че някъде под Белинташ е скрита древна библиотека със знания, оставена от древните траки. Друга иманярска легенда гласи, че някъде в района между Белинташ и Караджов камък монаси от средновековен манастир на Кръстова гора скрили несметни богатства и книжнина от османските орди при нашествието им в Българските земи.
Според Никола Боев мястото е прокълнато, защото е езическо, а с насилственото налагане на християнството са били вдигани храмове, за да бъдат унищожени езическите остатъци. Там, където не е можело да бъдат построени, анатемосвали терена, ето защо според него на Белинташ няма нито една църква.
Една от най-фантастичните статии за Белинташ е безспорно тази за значението на мястото за спасението на човечеството на 21 декември 2012, която твърди, че мястото ще спаси света. Според авторите ѝ над мястото щяла да изгрее голямата звезда, която да посочи пътя, който трябва да изминат грешните, за да изкупят натрупаните грехове към Господ и природата. Изгревът на въпросното небесно тяло е очакван на 21 декември 2012 г., (краят на света, според Календара на маите).
Не липсват и публикации, според които Белинташ е мястото, на което е акостирал Ноевият ковчег, като библейският плавателен съд е бил закотвен на голямата каменна халка, изсечена в скалите.
Популярността на Белинташ сред таблоидните медии става и повод за много иронична статия на сп. „Максим“, в която специално обучен екип от редактор и фотограф нощува върху мистериозното плато, за да потвърди или обори повечето градски легенди, посветени на мястото.
В последните няколко години Белинташ се превърна в много популярна туристическа дестинация и стана обект на множество пътеписи, любителски видеофилмчета, публикации в блогове и разисквана тема в много форуми, посветени на древната история.
През юли 2013 година сп. National Geographic България посвещава водещата си статия на Родопските светилища, а на корицата на броя е поместена снимка на т.нар „Страж Архив на оригинала от 2014-08-09 в Wayback Machine.“ на светилището Белинташ на фона на звездното небе, направена от фотографа Красимир Андонов (през есента на 2009 г. К. Андонов започва да работи по фотографската серия „Скално-изсечени паметници“, като първите кадри са заснети на Белинташ).
Белинташ присъства и в социалната мрежа facebook, където 2780 (към дата 15 август 2015) потребители са се присъединили като харесващи страницата, посветена на мястото.
Легендите за тракийското светилище са извор на вдъхновение и за българската художествена литература. През 2019 г. излиза книгата „Легенди от Белинташ“ от писателката Таня Мир. Книгата пренася читателя две хилядолетия назад във времето, когато в Древна Тракия избухва най-голямото въстание на траките срещу римската власт по нашите земи. Причината за него е храмът на Дионис, които според една от легендите се е издигал именно в Белинташ.

## Международна експедиция
В края на юли месец 2014 г. е обявено, че Международна експедиция ще изследва знаци, оставени от древна цивилизация по праисторическите светилища на Белинташ, Татул и Харман Кая.
Част от учените са проф. Ана Радунчева от Археологическия институт към БАН, археоастрономът Робърт Бовал, геологът д-р Робърт Шох и астрофизикът Томас Брофи. Научният екип е обединен около мнението, че артефактите от родопските светилища предполагат следи, оставени от древна цивилизация с високо развити астрономически и инженерни познания.
Учените са придружени от екип на БНТ, който заснема работата за продукцията на документален филм с работно заглавие „По следите на древните“, който се очаква да предизвика и международен медиен интерес към древното наследство на България, което е слабо познато в международен план и недобре изследвано.
Шох и Бовал посещават Беланташ на 28 юли 2014 г. с екип на БНТ.
Отзвукът от новината се приема доста резервирано от някои от българските археолози, които с години проучват обектите, които експедицията ще обходи. Доц. Николай Овчаров все пак признава в едно свое изказване по въпроса, че процедурите за международни експедиции са много тежки, но имат своето важно за България значение.

## Опазване и консервация
Белинташ и околността под скалното плато са обект на иманярски инвазии още от далечната 1868 г., когато трима френски граждани са откраднали археологически находки.
Община Асеновград е направила съответните постъпки през 2011 г. да стопанисва Белинташ (по подобие на Асеновата крепост). По преписката, с която се очаква Белинташ да се предаде официално за стопанисване като археологическа зона от държавата към община Асеновград, не е работено от същата 2011 г.
През пролетта на 2013 г. председателят на Съюза на предприемачите в Асеновград Димитър Суров алармира за незаконно застрояване в местността Белинташ. Според Суров строежът попада в урбанизирани територии на Тракийско скално светилище „Белинташ“. По закон постройките трябва да бъдат от дърво и камък, за да се вписват в околната среда. Суров е завел дело в Пловдивския административния съд, в което оспорва разрешението за строеж на обекта. 
Въпросният строеж е завършен, като на мястото се издига сграда, която според разрешителните документи ще служи за православен храм. В непосредствена близост до нея е изградена площадка с навес. Археологът Иван Христов изказва становище по случая в свое интервю, като изразява и недоумение за липса на позиция от компетентните институции и липсата на становище на Българската православна църква.
По неофициални данни Белинташ се посещава от около средно 400 туристи всеки почивен ден. Големият интерес към светилището и неорганизираният свободен достъп води и до замърсяването на обекта. Борислав Бориславов споделя през 2010 г., че замърсяването на платото от фасове, недоизпити сокове и книжни салфетки е голямо.
Организирана иманярска банда, сред които и действащ поп от Ямбол, е задържана в средата на октомври месец 2014 г. под Белинташ при полицейска акция. Иманярите са търсели съкровище, описано в стара карта.

## Пътеводител
От гр. Асеновград се поема по автомобилния път за гр. Кърджали, след около 10 km има отбивка (вдясно) през с. Червен, минава се през с. Горнослав, след което се следва пътя през с. Орешец.
На разклона за с. Мостово се продължава направо (с. Мостово остава отдясно), стига се до разклона за махалите Врата и Кабата. За Кабата чакълестият път продължава вдясно, за Белинташ се продължава по асфалтовия път, преминава се през махала Врата, след това се достига до неасфалтирана отбивка вдясно, където има малка изоставена бетонна постройка. Тръгва се надясно (има указателна табела) по чакълестия път и след около 2 km се стига до гробище, където е поставена синя обяснителна табела на Природозащитен парк Белинташ. Вляво е чакълестия път за Чотрова махала и Чотрова къща, а надясно – за Белинташ и вилно селище Сабазий. След около 2,5 km по чакълестия път се стига до нова постройка, която прилича на православен храм, откъдето надясно и нагоре по хълма върви пътеката за Белинташ, и след 20 минути се излиза в самото начало на скалното плато.

## Инциденти
През август месец 2010 г. млад мъж загива, падайки от скалното плато при нелеп инцидент. Мъжът бил част от туристическа група, решила да пренощува на скалното плато, за да наблюдава метеоритен дъжд. Групата запалила огън, който изгаснал, а младият мъж решил да запали отново, но загубил ориентация и паднал в тъмното от скалите. (Съществува забрана да се пали огън в района на Белинташ, въпреки това тази забрана се нарушава.)
Факт е, че на скалното плато падат много мълнии и местните хора съветват често туристите да не ходят на мястото, ако се кани да завали и небето притъмнява.
През месец юли 2014 г. мълния пада в близост до двама туристи на платото, в резултат на което единият турист припада, а другият е изхвърлен от платото и пада, за щастие, в храсти, растящи в скалите, които задържат тялото му и го предпазват от фатален край.

## Съвети за безопасност
Поради разположението на Белинташ в планински район всички, желаещи да го посетят, трябва да имат предвид съветите за безопасност, обусловени от релефа на терена.
Малко след началото на пътеката към скалното плато има разположена медицинска аптечка за първа помощ.